# Věcná práva k cizí věci
Věcná práva k cizí věci (iura in re aliena) jsou věcná práva, jejichž obsahem jsou pouze určitá oprávnění, částečné právní panství nad věcí, která oprávněnému nepatří. Jsou tedy opakem vlastnictví a vlastníka věci ve výkonu jeho práva v určitém rozsahu omezují. Mají často zajišťovací funkci, zejména k pohledávce vůči vlastníkovi věci.
Patří mezi ně:
- právo stavby
- věcné břemeno
- zástavní právo
- zadržovací právo
- předkupní právo, je-li jako věcné právo sjednáno